# Alpinia modesta
Alpinia modesta är en enhjärtbladig växtart som beskrevs av Ferdinand von Mueller och Karl Moritz Schumann. Alpinia modesta ingår i släktet Alpinia och familjen Zingiberaceae. Inga underarter finns listade i Catalogue of Life.